# (28992) Timbrothers
(28992) Timbrothers est un astéroïde de la ceinture principale découvert en 2001. Sa désignation provisoire est 2001 MW28.

## Description
(28992) Timbrothers a été découvert le 27 juin 2001 à la Station Anderson Mesa, un des deux sites d'observation de l'observatoire Lowell en Arizona (États-Unis), par le programme Lowell Observatory Near-Earth-Object Search (LONEOS).

### Caractéristiques orbitales
L'orbite de cet astéroïde est caractérisée par un demi-grand axe de 2,40 ua, un périhélie de 1,97 ua, une excentricité de 0,18 et une inclinaison de 0,40° par rapport à l'écliptique. Du fait de ces caractéristiques, à savoir un demi-grand axe compris entre 2 et 3,2 ua et un périhélie supérieur à 1,666 ua, il est classé, selon la JPL Small-Body Database, comme objet de la ceinture principale.

### Caractéristiques physiques
(28992) Timbrothers a une magnitude absolue (H) de 16,0 et un albédo estimé à 0,138.